# Muttermilch

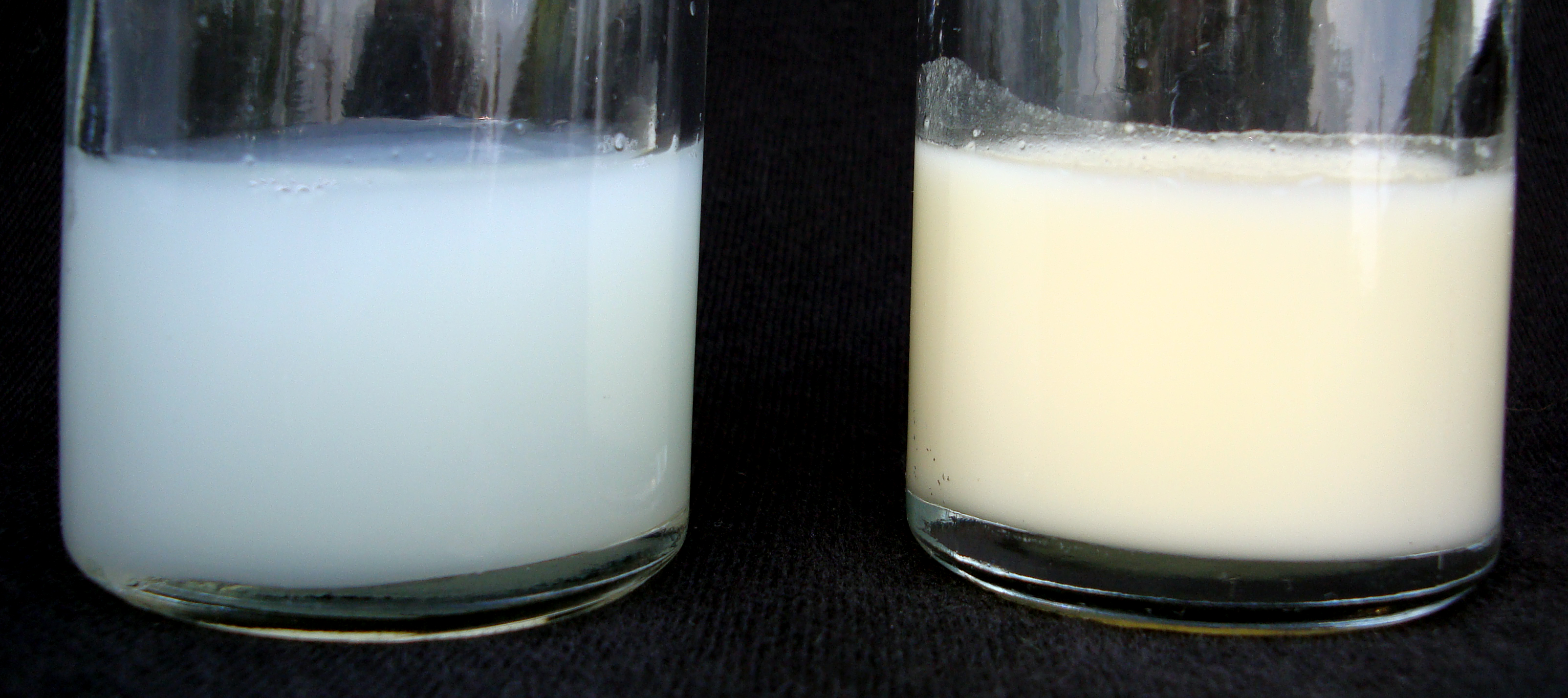
Zwei 25-ml-Proben einer Frau. Links Vordermilch, die bei voller Brust fließt, rechts Nachmilch, die bei sich leerender Brust fließt.

Muttermilch oder Frauenmilch wird von Frauen als Säuglingsnahrung gebildet. Es handelt sich um gelblich-weißes Sekret der Milchdrüsen in der weiblichen Brust. Von bestimmten Inhaltsstoffen abgesehen entspricht die Zusammensetzung von Muttermilch weitgehend der Milch anderer Säugetiere.
Die Muttermilch wird etwa 24 bis 48 Stunden nach der Geburt vermehrt gebildet (Laktation). Die Ernährung des menschlichen Säuglings mit der Brust während der Stillperiode wird als Stillen oder Brusternährung bezeichnet, die Beendigung als Abstillen oder „Entwöhnung“. Bei Tieren werden dieselben Vorgänge als Säugen und Absetzen bezeichnet.

## Der Begriff

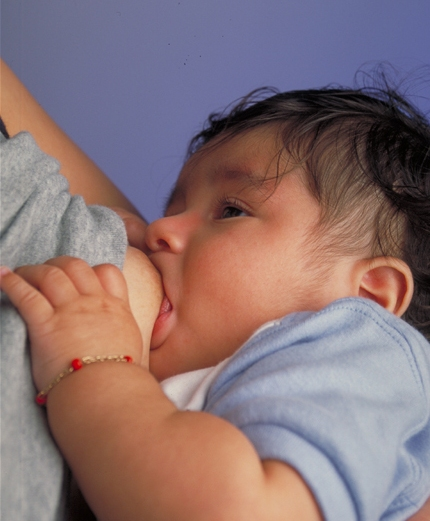
Ein Säugling wird an der Mutterbrust gestillt.

Das Wort Muttermilch (lac maternum) kam erst im Zusammenhang mit Stillkampagnen des 18. Jahrhunderts allgemein in Gebrauch, um die Mütter anzuregen, ihre Kinder selbst zu stillen, statt sie einer Amme zu übergeben. Muttermilch ist dem Begriff „Frauenmilch“ (von mittelhochdeutsch vrouwenmilch) untergeordnet, der auch für die Milch fremder Mütter steht. Historisch wurde auch das Wort „Weibermilch“ (lac muliebre) verwendet.

## Physiologische Aspekte
Der Milcheinschuss kann etwas schmerzhaft sein. Ein mögliches Problem stellt Milchstau dar, der durch Entspannung und Ruhe, häufiges Stillen und auch Ausstreichen, Abpumpen oder Quark-Kühlung gemindert werden kann. In den ersten Wochen nach der Geburt reagiert die Gebärmutter (Uterus) mit Nachwehen auf den Stillvorgang. Diese sind anfangs schmerzhaft, jedoch weit weniger als Geburtswehen. Sie unterstützen die Gebärmutter dabei, sich zusammenzuziehen und damit zurückzubilden.

## Inhaltsstoffe
Muttermilch enthält im Vergleich zu Kuhmilch
- deutlich weniger Eiweiß
- mehr Kohlenhydrate (Laktose), häufig in Form von spezifischen Oligosacchariden
- Antikörper und abwehrfördernde Enzyme (siehe folgenden Abschnitt)
- fettspaltende Enzyme (Gallensalz-aktivierte Lipase), die dem Kind bei der Fettverdauung helfen
- mehr Kupfer, deutlich weniger Phosphor
- mehr Vitamine A/C/E
- weniger B-Vitamine, Vitamin K
- viel weniger bis etwas mehr (Prohormon) Vitamin D
- die Omega-3-Fettsäure Docosahexaensäure (DHA)

| Inhaltsstoffe/100 ml            | Mensch | Kuh     | Schaf | Ziege | Pferd |
| ------------------------------- | ------ | ------- | ----- | ----- | ----- |
| Wasser [g]                      | 87,2   | 87,5    | 82,7  | 86,6  | 90,1  |
| Eiweiß [g]                      | 1–1,5  | 3,5     | 4,6   | 4,2   | 2,1   |
| Fett [g]                        | 4,0    | 3,5–4,0 | 5,3   | 3,7   | 1,5   |
| Spurenelemente [g]              | 0,3    | 0,7     | 0,9   | 0,8   | 0,4   |
| Kalium [mg]                     | 47     | 141     | 182   | 181   | 64    |
| Natrium [mg]                    | 14     | 45      | 30    | 30    | 11,9  |
| Verhältnis Kalium zu Natrium    | 3,4    | 3,0     | 6,1   | 6,0   | 5,4   |
| Calcium [mg]                    | 33     | 116     | 183   | 127   | 110   |
| Magnesium [mg]                  | 3      | 12      | 11    | 14    | 9     |
| Verhältnis Calcium zu Magnesium | 11     | 10      | 16,6  | 9,1   | 12,2  |
| Eisen [µg]                      | 58     | 59      | 100   | 50    | 65    |
| Phosphor [mg]                   | 15     | 92      | 115   | 109   | 54    |
| Kohlenhydrate [g]               | 7,0    | 4,7     | 6,3   | 3,9   | 5,9#  |
| Brennwert [kJ]                  | 294    | 268–285 | 361   | 273   | 180   |
| Brennwert [kcal]                | 70     | 64–68   | 86    | 65    | 43    |

Mit gezielter Ernährung lassen sich viele potenziell wertvolle Inhaltsstoffe (z. B. Omega-Fettsäuren, CLA, Mineralstoffe (Selen), Vitamine (Folsäure)), die Milchmenge und Milcheigenschaften (z. B. Färbung) beeinflussen.
Die Zusammensetzung und Menge der Muttermilch vieler Säugetiere und wohl auch des Menschen unterscheidet sich, je nachdem ob das Neugeborene männlich oder weiblich ist.

### Antikörper und abwehrfördernde Enzyme
Muttermilch enthält auch:
- Antikörper (Immunglobuline, speziell Immunglobulin A = IgA), die dem Kind zusammen mit Immunglobulinen, die vor der Geburt über den Mutterkuchen übertragen wurden (IgG), bei der spezifischen Abwehr von Krankheitserregern helfen. Diese Antikörper in der Muttermilch sind für einen ausreichenden Schutz impfpräventabler Krankheiten (Nestschutz) unzureichend, die Übertragung mütterlicher Antikörper in der Schwangerschaft ist deutlich relevanter.[6] Sie können aber das Immunsystem des Kindes unterstützen.
- abwehrfördernde Enzyme wie Lysozym, welches von in der Muttermilch enthaltenen Makrophagen (Zellen der Immunabwehr) gebildet wird

Besonders hoch ist deren Anteil im Kolostrum:
| Inhaltsstoff    | in 100 ml Kolostrum | in 100 ml reifer Muttermilch |
| --------------- | ------------------- | ---------------------------- |
| Immunglobulin A | 600 mg              | 80 mg                        |
| Immunglobulin G | 80 mg               | 30 mg                        |
| Immunglobulin M | 125 mg              | 30 mg                        |
| Lysozym         | 370 mg              | 240 mg                       |
| Lactoferrin     | 580 mg              | 200 mg                       |

Die Enzyme Lysozym und Lactoferrin werden heute auch manchen Flaschennahrungen zugesetzt. Die Menge der Leukozyten, die im Kolostrum gemessen werden, schwankt von Studie zu Studie stark und beträgt etwa 2000–3200 Makrophagen und 200–300 Lymphozyten pro mm³. Im Verlaufe der ersten Stillwochen nimmt der Anteil der Leukozyten signifikant ab; nach 3 Monaten werden noch etwa 40 % der ursprünglichen Konzentration gemessen.

### Regulierung der Milchproduktion
Die Milchbildung reguliert sich ausschließlich über die Nachfrage, welche der Körper über die Reizung der Brustwarzen wahrnimmt (Saugen an der Brustwarze führt zur Ausschüttung von Oxytocin aus dem Hypophysenhinterlappen). Angebliche Mittel zur Steigerung bzw. Senkung haben höchstens einen Effekt auf den Milchflussreflex, nicht aber auf die Menge der produzierten Milch.

### Kolostrum
Die Zusammensetzung der Muttermilch ist in den ersten Tagen und Wochen anders als später, entsprechend den altersabhängigen Bedürfnissen des Säuglings. Auf die Verzögerung von 1 bis 2 Tagen nach der Geburt ist der Organismus eines Neugeborenen eingerichtet. Das häufige Anlegen ist in den ersten Tagen sehr wichtig, da es die Milchbildung anregt. Das Neugeborene trinkt in dieser Zeit die erste Milch, das Kolostrum, das noch wenig nach Milch aussieht, sondern gelb und dickflüssiger ist. Diese Milch ist besonders reich an Stoffen, die die Immunabwehr fördern, und schützt das Neugeborene somit vor Krankheiten. Die gelbe Farbe kommt durch den hohen Anteil an Carotinen zustande.

## Gesundheit
Frische Muttermilch ist insbesondere für die Ernährung von Frühgeborenen wichtig, da deren Organismus selbst häufig nicht genügend Antioxidantien für das Abfangen von freien Radikalen bereitstellen kann. Erhöhtes Aufkommen von freien Radikalen rührt von der bei Frühgeborenen notwendigen intravenösen Ernährung und den Bluttransfusionen her und macht sie anfälliger für Infektionen.
Das in der Muttermilch enthaltene Calcium ist für die Bildung von Knochen und des Zahnmaterials wichtig.
Manche der Aromastoffe, die von der Mutter durch die Nahrung aufgenommen wurden, gehen in die Muttermilch über.

### Alternativen zur Muttermilch
Zu verschiedenen Zeiten entwickelte sich die Vorstellung, dass entweder nur das Kolostrum oder Muttermilch im Allgemeinen weniger förderlich für die Entwicklung des Säuglings seien, als Tiermilch, Breie oder künstlich hergestellte Babynahrung.
Das Stillen wurde als unangenehm, zu kräftezehrend, zeitraubend oder als nicht standesgemäß angesehen.
Mit der Entwicklung von Säuglingsfertignahrung aus Milchpulver begannen die Hersteller, insbesondere Nestlé, Säuglingsfertigmilch (englisch Formula) mit Aussagen zu bewerben, die die Produkte als die modernere und gesündere Ernährungsweise für Kleinstkinder erscheinen ließen.
Insbesondere in Entwicklungsländern, in denen das zur Anmischung von Flaschennahrung aus Milchpulver erforderliche Trinkwasser häufig von schlechter Qualität war, konnte die Ernährung mit Fertignahrung zu schweren Erkrankungen der Säuglinge führen.
Säuglingsfertignahrung enthält zwar im Allgemeinen die mengenmäßig wichtigsten Nährstoffe (Makronährstoffe) in ausreichender Menge, speziell Säuglingsanfangsnahrung kann jedoch nur einen Teil der Funktionen von Muttermilch erfüllen. Muttermilch enthält eine Vielzahl von Botenstoffen (z. B. verschiedene Stoffwechsel-regulierende Hormone) und Mikronährstoffen (z. B. besondere Fettsäuren), die bisher nicht entsprechend in künstlichen Säuglingsnahrungs-Produkten zugesetzt werden.

## Haltbarkeit
Abgepumpte Muttermilch sollte bei Raumtemperatur innerhalb von 6 Stunden verbraucht werden. Gekühlt ist sie wie jegliche nicht-pasteurisierte Frischmilch maximal 5 Tage im Kühlschrank (bei 4 °C) haltbar, da die Keimbelastung bei steigender Lagerdauer zunimmt. Sie kann bei −20 °C eingefroren werden, verliert dabei jedoch einen Großteil ihrer Antioxidantien.
Tiefgefroren ist die Muttermilch 6 Monate haltbar. Am besten auftauen lässt sich eingefrorene Muttermilch über Nacht im Kühlschrank, sollte dann jedoch am gleichen Tag verbraucht werden. In der Regel hat frische Muttermilch nur einen sehr schwachen Geruch. Nach zweimonatiger Gefrierlagerung ist jedoch ein metallisch-fischiger Geruch festzustellen mit schweißigen und ranzigen Noten. Auf die Akzeptanz der Muttermilch durch das Neugeborene hat dies jedoch keinen Einfluss. Die Geruchsnoten fettig, nach Butter und nach Heu intensivieren sich etwas. Diese Veränderungen sind primär in Lipolyse- und Oxidationsprozessen begründet. Dabei spielt die Oxidation mehrfach ungesättigter Fettsäuren (Linolsäure) eine entscheidende Rolle. Als Gegenmaßnahme wurde vorgeschlagen, die Muttermilch sauerstofffrei oder bei noch niedrigeren Temperaturen als −20 °C zu lagern. Derartige Maßnahmen sind jedoch im Privathaushalt kaum realisierbar. Eine kurze Erhitzung der Milch sofort nach dem Abpumpen auf über 82 °C mit nachfolgendem Einfrieren deaktiviert die Lipase. Dabei geht zwar ein Großteil der Immunstoffe verloren, aber die so behandelte Milch gilt trotzdem als besser als die künstliche Säuglingsnahrung.